# Mustafa Çakır
Mustafa Çakır (* 17. August 1986 in Geyve) ist ein türkischer Fußballspieler.

## Karriere
Çakır erlernte das Fußballspielen u. a. in den Nachwuchsabteilungen der Istanbuler Vereine Istanbul Sinopspor, Sarıyer Maden GSK und Yeniköyspor und begann im Sommer 2007 bei dem Istanbuler Drittligisten Sarıyer SK seine Profikarriere. Hier eroberte er sich schnell einen Stammplatz und behielt diesen die nächste zwei Spielzeiten lang. Anschließend wechselte er 2009 zum Zweitligisten Boluspor. Dieser Verein lieh ihn noch innerhalb der gleichen Transferperiode an den Istanbuler Viertligisten Gaziosmanpaşaspor. Am Saisonende kehrte er erst zu Boluspor zurück und anschließend samt Ablöse wieder an seinen vorherigen Verein Sarıyer. Nach einem Jahr bei diesem Verein spielte er für ein- oder halbsaisonale Perioden für die Vereine Hatayspor, Batman Petrolspor und Ankara Demirspor.
In der Sommertransferperiode 2013 wurde er vom Istanbuler Viertligisten Ümraniyespor verpflichtet. In seiner ersten Saison, der Saison 2013/14, stieg er mit diesem Klub als Meister der TFF 3. Lig in die TFF 2. Lig auf und zwei Spielzeiten später als Meister der TFF 2. Lig und das erste Mal in der Vereinsgeschichte in die TFF 1. Lig. 2018 verließ er den Verein und ließ sich in der Folge von mehreren Dritt- und Viertligisten verpflichten.

## Erfolge
Mit Ümraniyespor
- Meister der TFF 3. Lig und Aufstieg in die TFF 2. Lig: 2013/14
- Meister der TFF 2. Lig und Aufstieg in die TFF 1. Lig: 2015/16